# Cyclophora suppunctaria
Cyclophora suppunctaria är en fjärilsart som beskrevs av Philipp Christoph Zeller 1847. Cyclophora suppunctaria ingår i släktet Cyclophora och familjen mätare. Inga underarter finns listade i Catalogue of Life.